# Ademola Lookman
Ademola Lookman Olajade Lookman (ur. 20 października 1997 w Wandsworth) – nigeryjski piłkarz angielskiego pochodzenia występujący na pozycji pomocnika we włoskim klubie Atalanta oraz w reprezentacji Nigerii. Srebrny medalista Pucharu Narodów Afryki 2023.

## Kariera Klubowa

### Charlton Athletic
Lookman dołączył do akademii Charlton Athletic w 2014 roku po wcześniejszych występach w londyńskim Waterloo.
Jego umiejętność zdobywania goli dla drużyn Charltonu U18 i U21 przyczyniła się do jego szybkiego awansu przez szeregi akademii klubu. 3 listopada 2015 roku zadebiutował w pierwszym zespole.
5 grudnia 2015 roku strzelił pierwszego gola dla klubu w przegranym 2-3 spotkaniu z Brighton & Hove Albion. Następnie powtórzył ten wyczyn, zdobywając obie bramki w zremisowanym 2-2 meczu z Bolton Wanderers dziesięć dni później.

### Everton F.C.
5 stycznia 2017 roku został sprzedany za kwotę około 11 milionów funtów do pierwszoligowego Evertonu.
Zadebiutował w klubie w wygranym 4-0 meczu przeciwko Manchesterowi City, w którym w doliczonym czasie gry strzelił ostatnią bramkę.
W pucharach Europejskich zadebiutował w wygranym 1-0 spotkaniu przeciwko MFK Ružomberok w lidze Europy.
Mimo że menedżer Sam Allardyce stwierdził, że Lookman nie będzie wypożyczany w oknie transferowym stycznia 2018 roku, klub ostatecznie zorganizował wypożyczenie do klubu Championship Derby County, gdzie liczyli na regularną grę w pierwszym składzie. Jednakże, zawodnik nalegał na alternatywny ruch i zamiast tego dołączył do klubu Bundesligi RB Leipzig do końca sezonu 2017-18.

### RB Leipzig
W swoim pierwszym meczu w barwach Lipska strzelił zwycięską bramkę w wyjazdowym meczu przeciwko Borussii Mönchengladbach po wejściu na boisko jako późny rezerwowy.
25 lipca 2019 roku przeszedł na stałe do RasenBallsport Leipzig za kwotę około 22,5 miliona euro, podpisując pięcioletni kontrakt z klubem.

### Powrót do Anglii
30 września 2020 roku dołączył do pierwszoligowego zespołu Fulham, na sezonowe wypożyczenie. 18 października tego samego roku zdobył pierwszego gola ligowego dla swojej drużyny przeciwko Sheffield United.
31 sierpnia 2021 roku dołączył do Leicester City na sezonowe wypożyczenie. 11 września 2021 roku zadebiutował w barwach Leicester jako zmiennik w 73. minucie meczu przeciwko Manchesterowi City, mecz zakończył się porażką Leicester 1–0. 28 grudnia 2021 roku zdobył jedynego gola w ich zwycięstwie 1–0 nad Liverpoolem.

### Atalanta BC
4 sierpnia 2022 roku dołączył do włoskiego klubu Serie A, Atalanty, na czteroletni kontrakt za kwotę rzekomo wynoszącą 15 milionów euro.
13 sierpnia zdobył gola w swoim debiucie dla klubu, w wygranym 2–0 meczu Serie A przeciwko Sampdorii.
W styczniu 2023 roku zdobył bramki w trzech kolejnych meczach: w wygranym 8–2 meczu Serie A przeciwko Salernitanie, w wygranym 5–2 meczu Coppa Italia przeciwko Spezii oraz w zremisowanym 3–3 meczu Serie A z Juventusem.
22 maja 2024 roku strzelił swojego pierwszego hat-tricka w karierze w finale Ligi Europy na Aviva Stadium w Dublinie, kiedy Atalanta pokonała Bayer Leverkusen 3:0 i zdobyła trofeum po raz pierwszy w historii klubu; ponadto został pierwszym zawodnikiem, który strzelił hat-tricka w jednomeczowym finale Europy od czasu Pierino Pratiego w 1969 roku.